# Engden
Engden község Németországban, Alsó-Szászországban, Bentheim-Grafschaft járásban. Lakosainak száma 419 fő (2023. december 31.).